# Belfeld

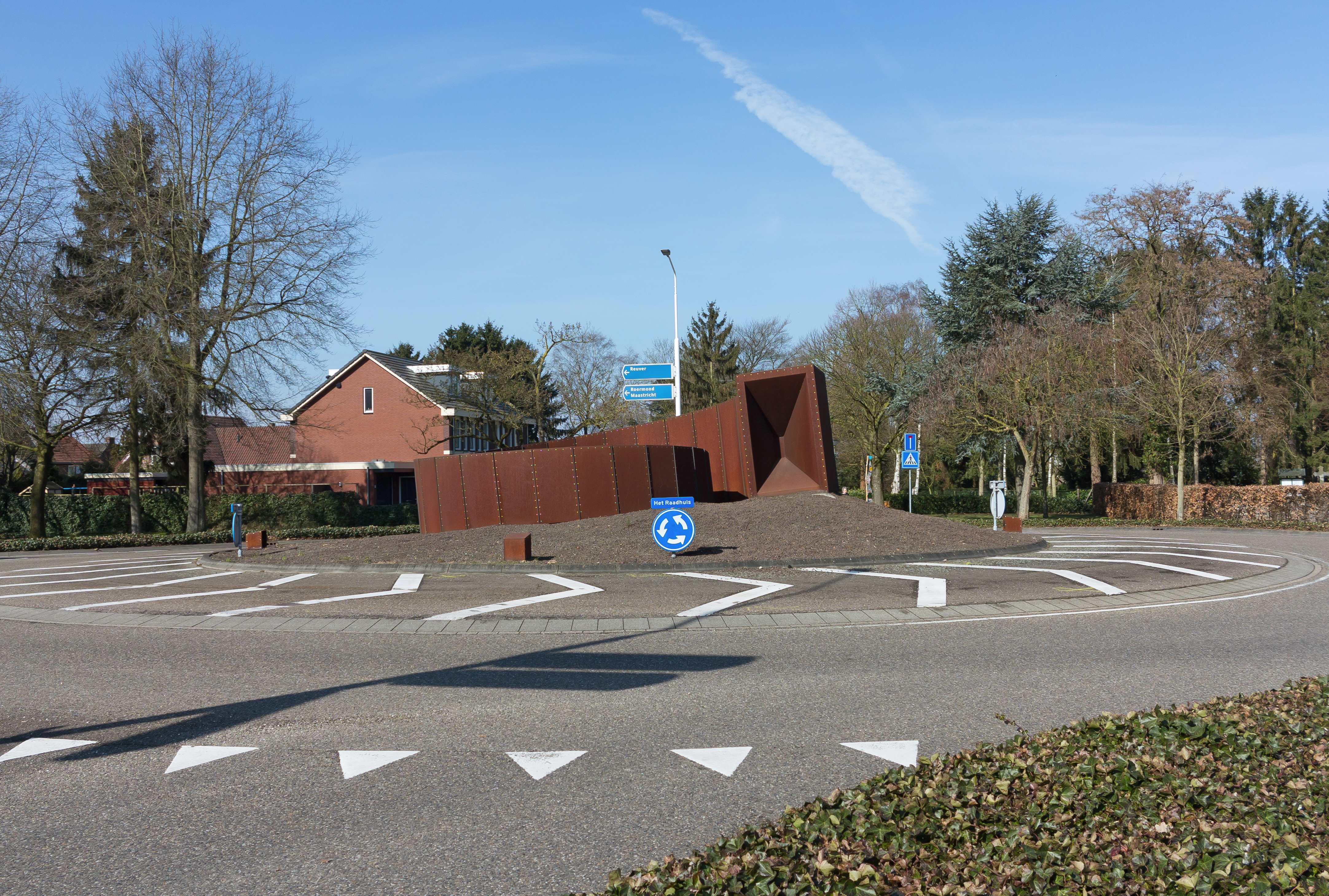
Rotondekunst Spiral Corten van Pie Daalen

Belfeld (Limburgs: Belvend) is een dorp in de gemeente Venlo in de Nederlandse provincie Limburg. Het dorp telt 5.530 inwoners.

## Geschiedenis

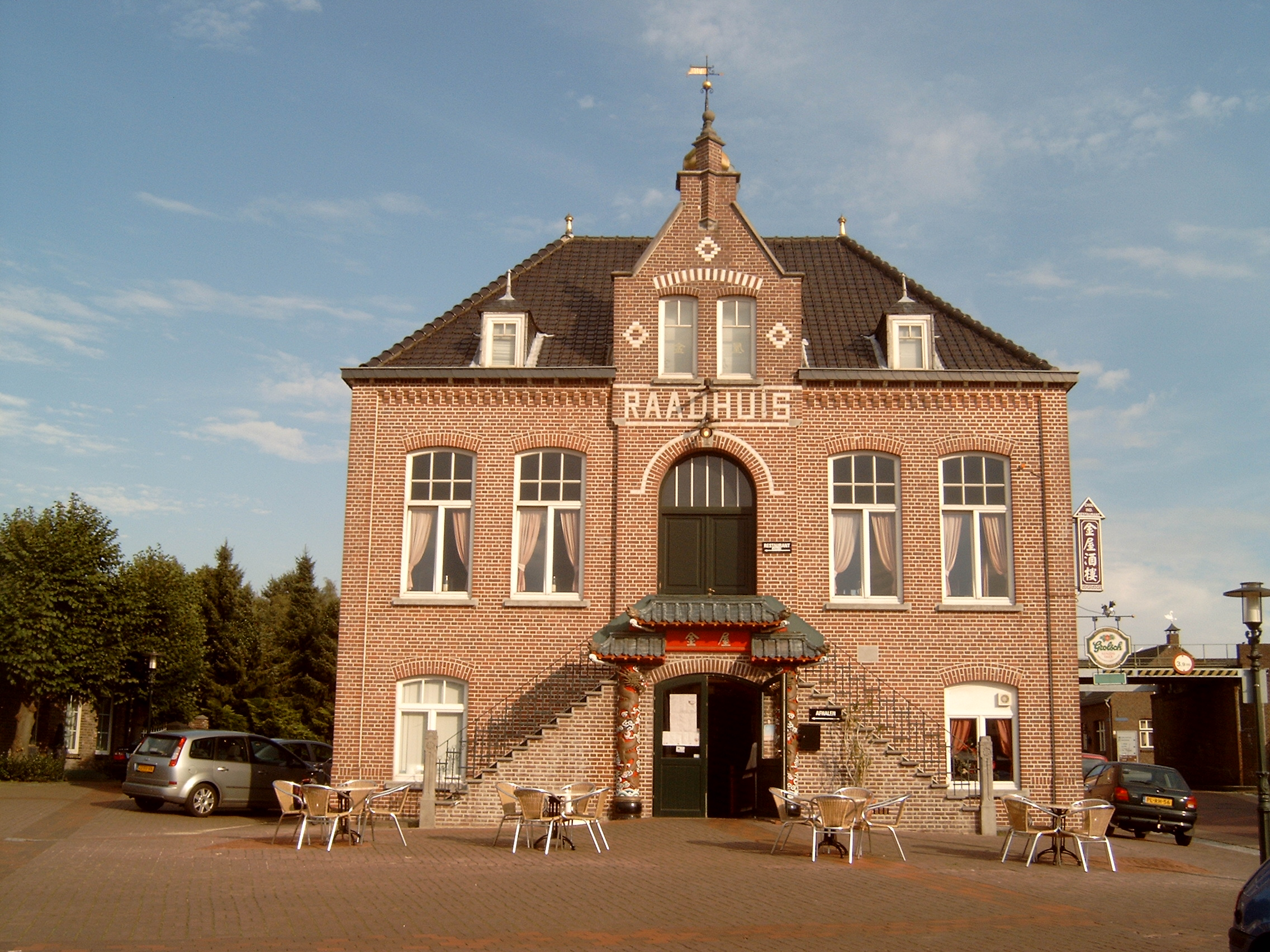
Belfeld, voormalig raadhuis

Tot 2001 was Belfeld een zelfstandige gemeente. Na de gemeentelijke herindeling van dat jaar maakt Belfeld deel uit van de gemeente Venlo. De laatste burgemeester van Belfeld was Frans van Beeck (CDA); voor zijn voorgangers zie de lijst van burgemeesters van Belfeld.
Archeologische vondsten duiden op bewoning van Belfelds grondgebied tot 100.000 jaar voor Christus of nog eerder. De oudste (thans bekende) schriftelijke vermelding van Belfeld als plaats dateert uit 1326. Het betreft een bericht waarin een zekere Gerhard Vosken van Swalmen stammend uit de familie Van Broeckhuysen en zijn vrouw worden verplicht om het burchtleen in het naburige Brüggen te bebouwen en te bewonen, ofwel hun goederen te 'Belven' aan de Maas als leen aan de graaf van Gulik op te dragen. Naast Belven komen tot 1800 verschillende andere schrijfwijzen van de plaatsnaam voor, onder andere Beblevelt, Bollefelt en Belsveldt. Na 1800 treffen we nog vrijwel uitsluitend de benaming Belfeld aan.
Over het ontstaan van de plaatsnaam zijn de geleerden het niet eens. Het 'ven' dat we in veel oude schrijfwijzen aantreffen spreekt voor zich, maar over de raadselachtige 'Bel' zijn de meningen verdeeld. Een waarschijnlijke verklaring is de identificatie met het Germaanse woord bala (= wit). Belfeld zou dan zoveel betekenen als 'witteveen', verwijzend naar de lichte kleur van het jonge Belfeldse veen.
In de 16e of 17e werd bij Geloo de Loherschans opgericht ter bescherming tegen vijandelijkheden.
Het centrum van Belfeld lag voor de oorlog bij de Maas. Daar lagen ook de kerk en het raadhuis. Nu ligt de kerk ten noordoosten van het oude centrum, in een woonwijk. Alleen het oude kerkhof van Belfeld ligt nog op de oorspronkelijke plaats.
In de Romeinse tijd was Belfeld een nederzetting waar dakpannen werden vervaardigd. Dit kwam door de aanwezigheid van de zeer geschikte Klei van Tegelen. Ook in de 19e eeuw werden er dakpannen en (grès-)buizen gemaakt. Rond 2000 werd in Belfeld de laatste pannenfabriek gesloten. Deze fabriek werkte op twee locaties: de Kozakkenberg en het Janssen-Dingsterrein nabij het centrum van Belfeld.

## Bezienswaardigheden
- Sint-Urbanuskerk, van 1951
- Geloërkapel aan de Geloër Kapelweg
- Mariakapel aan de Reuverweg
- Sint-Jacobuskapel aan de Tegelseweg
- Voormalig raadhuis aan Markt 15, van 1916
- Dakpannenfabriek Janssen-Dings, gesticht in 1892
- Café Maalbeek, aan Maalbekerweg 24, een voormalige watermolen, van 1766, zie: Maalbekermolen
- Station Belfeld, van 1894
- Stuw- en sluizencomplex Belfeld, van 1921
- Indië-monument Belfeld

## Economie
Het Stuw- en sluizencomplex te Belfeld kwam in 1926 gereed. In 1929 was het gehele Maaskanalisatieproject voltooid.
Evenals in Tegelen zijn of waren er ook in Belfeld een aantal fabrieken die de Klei van Tegelen gebruikten als grondstof voor hun producten. Dit zijn: De Nederlandse Gresbuizen Industrie (NGI), later EuroCeramic, die zich aan de zuidrand van Belfeld bevindt. Verder waren er diverse dakpannenfabrieken: Janssen-Dings, opgericht in 1882 en, door overname, gesloten in 1989. Een andere belangrijke bedrijfstak was IJzergieterij De Globe uit Tegelen, die in 1947 een vestiging te Belfeld opende en in 1971 de gehele productie vanuit Tegelen hierheen verplaatste. In 2004 werd deze vestiging gesloten en werd de productie naar Hoensbroek verplaatst.
De Bedrijventerreinen Pannenberg (tussen Maas en spoorlijn) en Geloërveld (ten oosten van de spoorlijn) herbergen vooral lichte industrie en dienstverlening.

## Natuur en landschap
Belfeld ligt aan de Maas, op een hoogte van ongeveer 24 meter. Naast landbouw en (glas-)tuinbouw treft men enkele natuurgebieden aan: Het Patersbosje, een rivierduingebied ten zuidwesten van Belfeld, waar een gemarkeerde wandelroute doorheen loopt. In het oosten en noordoosten ligt het natuurgebied Holtmühle, op het hoogterras en de steilwand naar het middenterras van de Maas. Hier worden hoogten tot bijna 49 meter bereikt.

## Wapen en vlag van Belfeld
In 1927 diende de gemeente een echt verzoek in en kreeg haar eigen wapen. Het bestaat uit een schild met daarop twee leeuwen, vastgehouden door de Belfeldse patroonheilige paus Urbanus I. In het midden van het schild bevond zich een kleiner hartschild met daarop het wapen van het ambt Montfort, waarvan Belfeld vroeger deel uitmaakte. Het hoofdschild was gelijk aan het wapen van Gelre, een herinnering aan het feit dat Belfeld sinds 1277 Gelders gebied was.
Bij besluit van de gemeenteraad van 22 april 1982 werd de officiële Belfeldse gemeentevlag vastgesteld: drie verticale banden van respectievelijk blauw, geel en zwart, met in de linkerbovenhoek een witte klok (bel). De kleuren van de vlag werden overgenomen uit het wapenschild.

## Verkeer en vervoer

### Openbaar vervoer
Het openbaar vervoer in Belfeld wordt verzorgd door Arriva. Er rijdt één buslijn door Belfeld: lijn 66.

### Wegverbindingen
- De A73 van Nijmegen via Venlo naar Roermond loopt praktisch door Belfeld (Aansluiting 17, sinds 2008)
- De N271 loopt van Nijmegen via Venlo naar Roermond en was vroeger als de belangrijkste verbinding tussen Nijmegen en Maastricht een belangrijke weg voor Belfeld.

## Bekende Belfeldenaren
- Arno Adams (1957), zanger en componist
- Nic Douben (1939), econoom
- Ruud Geurts (FeestDJRuud) (1986), dj
- Marco Gielen (1970), langeafstandsloper
- Annemiek Jetten (1963), burgemeester van de gemeente Vlaardingen
- Marita Mathijsen (1944), literatuurwetenschapper
- Louise Schouwenberg (1954), auteur design en beeldende kunst
- Sander Schutgens (1975), langeafstandsloper en ambassadeur Venloop
- Harry Seijben (1932-1978), ondernemer, politicus (raadslid 1958-1978 en wethouder 1966-1978)
- Leo Stevens (1944), fiscalist Erasmus Universiteit Rotterdam, Financieele Dagblad

## Sport
- De voetbalclub Belfeldia speelt zijn thuiswedstrijden in Belfeld.
- De volleybalclub Holyoke.
- Schutterij Broederschap St. Urbanus.
- Judoclub 2 move Belfeld.
- S.V. de Grensstreek (Topsportstatus en RTC KNSA)
- Tafeltennisvereniging 't Belke.
- Hengelsportvereniging h.s.v. de Stuwkanters Belfeld.
- Paardensportvereniging "p.s.v Voorwaarts".
- Badmintonclub "Good Luck".
- De scouting "Scouting Belfeld".

## Nabijgelegen kernen
Venlo, Tegelen, Steyl, Kaldenkerken, Reuver